# Orxois
L'Orxois [ɔʁswa]  est une région naturelle française située en partie dans l'Aisne, l'Oise et la Seine-et-Marne.

## Toponymie
Pagus Urcensis 771, pagus Urcisus 853, pagus Orcinse 864, pagus Orceinus XIIe et XIIIe siècles, Oleium 893, Orcheium, Orchois 1573.
Orxois tire son origine d'une petite contrée l'Orceois (ex. village voisin Chézy-en-Orxois), arrosée par l'Ourcq. Le nom paraît provenir d'Urcum, Ulcum (rivière d'Ourcq). Oulchy-le-Château en était la capitale.

## Communes comportantOrxoisdans leur nom
Actuellement, 2 communes sont concernées :
- Chézy-en-Orxois
- Marigny-en-Orxois